# Kallithéa (ort i Grekland, Grekiska fastlandet)
Kallithéa (Kallithea) är en ort i Grekland.   Den ligger i prefekturen Nomós Evvoías och regionen Grekiska fastlandet, i den östra delen av landet, 50 km norr om huvudstaden Aten. Kallithéa ligger 74 meter över havet och antalet invånare är 458. Den ligger på ön Euboia.
Terrängen runt Kallithéa är kuperad åt nordost, men åt sydväst är den platt. Havet är nära Kallithéa åt sydväst. Närmaste större samhälle är Vasilikón, 19,5 km väster om Kallithéa. 